# Radzyń Chełmiński
Radzyń Chełmiński (in tedesco Rehden) è un comune urbano-rurale polacco del distretto di Grudziądz, nel voivodato della Cuiavia-Pomerania.
Ricopre una superficie di 90,7 km² e nel 2005 contava 5 060 abitanti.